# جو شولتز
جو شولتز (بالإنجليزية: Joe Schultz)‏ هو لاعب كرة قاعدة أمريكي، ولد في 24 يوليو 1893 في بيتسبرغ في الولايات المتحدة، وتوفي في 13 أبريل 1941 في كولومبيا في الولايات المتحدة بسبب التهاب كبدي.

## وصلات خارجية
- جو شولتز على موقعبيزبول رفرنس.كوم (الدوري الرئيسي) (الإنجليزية)
- جو شولتز على موقعبيزبول رفرنس.كوم (الدوري الثانوي) (الإنجليزية)